# 三笑姻緣
《三笑姻緣》，未署作者姓名，是描寫明代江南四大才子唐伯虎（唐子畏）在西廂寺偶遇華太師夫人的侍女秋香的故事，遂展開追求，不惜賣身給華太師委身書僮，教導华太師二子若愚（大合）、若拙（二刁），秋香一共對他笑了三次，故名「三笑姻緣」。
根據趙景深的研究，《三笑姻緣》故事源自元代喬吉的戲曲《李太白匹配金錢記》。
明代周玄暐的《涇林雜記》一書關於唐伯虎委身為家僕「華安」以追求一豔婢「桂華」的故事，內容較簡單，當中亦沒有桂華對唐伯虎一笑的情節：
唐子畏往茅山進香，道出無錫。晚泊河下，登岸閒步，見肩輿東來，女從如雲，中有丫鬟尤豔。唐跡之，知是華學士宅，因逗留，請為傭書。改名華安，復寵任，謀為擇婦，因得此婢名桂華。居數日，為巫臣之逃。...
明代嘉靖年间，嘉兴人项元汴的笔记《蕉窗杂录》，有唐伯虎委身為家僕以追求一豔婢「秋香」的故事，當中有秋香對唐伯虎一笑（「笑而顧己」）的情節：
唐子畏被放後，於金閶見一畫舫，珠翠盈座，內一女郎，姣好姿媚，笑而顧己，乃易微服買小艇尾之。抵吳興知為某仕宦家也。日過其門，作落魄狀，求傭書者。主人留為二子傭，事無不先承旨，主人愛之，二子文日益奇，父師不知出自子畏也。已而以娶求歸，二子不從，曰：「室中婢惟汝為欲」。遍擇之，得秋香者，即金閶所見也...
明末馮夢龍的《警世通言》，在第二十六卷有《唐解元一笑姻缘》的故事。故事深化了唐伯虎、秋香兩人的形象，唐伯虎在閶門倚窗獨酌，忽見有華學士的畫舫經過，舫中一青衣小鬟秋香「注視解元，掩口而笑」，由於伯虎對傍舟一笑不能忘情，所以委身為家僕以進入華學士府，最後娶得女美人歸。

## 衍生影視作品

### 粵劇
- 1956年：《唐伯虎點秋香》（任劍輝飾唐伯虎，白雪仙飾秋香）

### 電影
- 1937年：《唐伯虎點秋香》（粵劇電影，鄺山笑飾唐伯虎，梁雪霏飾秋香）
- 1953年：《新唐伯虎與秋香》（何非凡飾唐伯虎，芳艷芬飾秋香）
- 1954年：《唐伯虎點秋香》（司馬祿郎飾唐伯虎，鄭碧影飾秋香）
- 1956年：《唐伯虎與秋香》（劉琦飾唐伯虎，葛蘭飾秋香）
- 1957年：《唐伯虎點秋香》（粵劇電影，任劍輝飾唐伯虎，白雪仙飾秋香）
- 1958年：《唐伯虎點秋香》（蕭鳴飾唐伯虎，石黛飾秋香）
- 1964年：《三笑》（向群飾唐伯虎，陳思思飾秋香）
- 1969年：《三笑》（黃梅調電影，凌波飾唐伯虎，李菁飾秋香）
- 1975年：《三笑姻緣》（粵劇電影，龍劍笙飾唐伯虎，梅雪詩飾秋香）
- 1993年：《唐伯虎点秋香》（周星馳飾唐伯虎，鞏俐飾秋香）

### 電視
- 1976年：《民間傳奇四傑傳之三笑》（鄭少秋飾唐伯虎，呂有慧飾秋香）
- 1983年：《唐伯虎三戲秋香》（劉緯民飾唐伯虎，余安安飾秋香）
- 1984年：《風流才子唐伯虎》（歌仔戲，楊麗花飾唐伯虎，許秀年飾秋香）
- 1989年：《江南四才子》（中視歌仔戲，黃香蓮飾唐伯虎，廖麗君飾秋香）
- 2000年：《金裝四大才子》（張家輝飾唐伯虎，關詠荷飾秋香）
- 2010年：《秋香怒點唐伯虎》（陳豪飾唐伯虎，胡杏兒飾秋香）

### 舞台劇
- 2011年：《江南第一風流才子》（黃香蓮飾唐伯虎，陳鳳桂飾秋香）